# Jerusalem Slim
Jerusalem Slim var ett finsk-amerikanskt heavy metal-band som var aktivt i början av 1990-talet.

## Biografi
Jerusalem Slim bildades 1990 genom ett samarbete mellan sångaren, saxofonisten och munharpespelaren Michael Monroe från Hanoi Rocks och gitarristen Steve Stevens från Billy Idols band. Monroe och Stevens började skriva musik tillsammans och byggde en grupp runt sig bestående av ex-Hanoi Rocks-basisten Sam Yaffa, trumvirtuosen Greg Ellis och legendpianisten Ian McLagan (Small Faces, Humble Pie, The Faces, Bruce Springsteen, Bob Dylan, Rolling Stones, Izzy Stradlin m.fl.).
Gruppen började arbeta på en skiva som producerades av tysken Michael Wagener, men samarbetet fungerade inte smärtfritt. Wagener och Stevens bakgrund låg båda i heavy metal, medan Monroe var inne på punk och glamrock. Monroe var aldrig nöjd med gitarrsoundet och allra minst med att Wagener satte en tydlig heavy-prägel på skivan. Bandet spelade mycket få spelningar live och lyckades aldrig enas om hur skivan egentligen skulle låta. 1991 hoppade Monroe av bandet och ville inte alls släppa skivan. Men eftersom skivbolaget hade pumpat in stora pengar i den, släpptes den trots allt 1992, när gruppen redan hade splittrats.

## Medlemmar
- Michael Monroe – sång, saxofon, munspel
- Steve Stevens – gitarr
- Sam Yaffa – basgitarr
- Greg Ellis – trummor
- Ian McLagan – piano

## Diskografi
Studioalbum
- Jerusalem Slim (1992)